# Högkoncentrerad väteperoxid
Högkoncentrerad väteperoxid även kallat HTP är väteperoxid med en koncentration på minst 80 procent, resten består av destillerat vatten. Väteperoxid sönderfaller långsamt till syrgas och vatten enligt (2 H2O2 → 2 H2O + O2), men med hjälp av en katalysator, exempelvis mangandioxid, kaliumpermanganat eller silvergaller kan man snabba på detta sönderfall. Det resulterar i en blandning av ånga och syrgas vid temperaturer på flera hundra grader.

## Användningsområden
HTP kan användas som ett enkomponentdrivmedel men detta är inte särskilt effektivt. I och med att syre produceras i sönderfallet av HTP kan bränslen såsom fotogen/etanol förbrännas i motorn för att få en ökad effektivitet. Om man använder hydrazin tillsammans med HTP behöver man varken en katalysator eller antändningskälla eftersom dessa ämnen blir hypergolisk i kontakt med varandra.
Den mest kända applikationen av HTP är V-2 raketen som tyskarna utvecklade och använde under andra världskriget. HTP användes för att driva turbopumpen vilken försåg motorn med dess drivmedel bestående av flytande syre och etanol.
Black Arrow var ett brittiskt projekt under 60-talet. Mellan 1969 och 1971 gjordes fyra uppskjutningar. Vid den sista uppskjutningen lyckades man placera en satellit i omloppsbana. Drivmedlet utgjordes av HTP tillsammans med RP-1 vilket är en raffinerad form av fotogen som påminner om flygfotogen.
Den danska raketgruppen Copenhagen Suborbitals använder HTP på samma sätt som tyskarna använde HTP alltså att driva tubopumpen.

## Säkerhet
Eftersom många vardagliga ämnen katalyserar väteperoxid exotermiskt till ånga och syre så krävs det särskild utrustning och försiktighet när ämnet hanteras.
Små spill av väteperoxid hanteras enkelt genom att hälla vatten över området. Detta späder ut väteperoxiden och kyler den exotermiska reaktionen.